# PAGES (アルバム)
『PAGES』（ページーズ）は、2019年3月13日にポニーキャニオンから発売されたSexy Zone6作目のオリジナルアルバム。

## 解説
前作「XYZ=repainting」から約1年1ヶ月ぶりのオリジナル・アルバム。
今作はメンバーの松島聡が突発性パニック障害の治療に専念するため、既発のシングル曲以外は不参加となる。
初回限定盤A/B、通常盤の3種類で発売。

## 収録曲

### CD
※シングル曲の詳細はそのページを参照。
1. La Sexy Woman
作詞：HOSAKI、作曲：Janne Hyoty/Francnote/Funk Uchino、編曲：石塚知生
  - 本作のリードトラック
  - Sexy Zone出演 AOKI「フレッシャーズ2019」CMソング
2. 恋がはじまるよーー!!!
作詞：三浦徳子、作曲：MUTEKI DEAD SNAKE、編曲：PRIMAGIC
3. すっぴんKISS
作詞：Kanata Okajima / KOUDAI IWATSUBO、作曲：Simon Janlov/KOUDAI IWATSUBO、編曲：CHOKKAKU
  - 16thシングルの2曲目
4. CRY
作詞：Ms.Mimosa、作曲：福岡良太、編曲：河合英嗣
5. make me bright
作詞・作曲：iri、編曲：ESME MORI
6. イノセントデイズ
作詞：Ms.Mimosa、作曲：Ms.Mimosa/Francnote/TAK、編曲：石塚知生
  - 15thシングル
7. Don't run away
作詞：zopp、作曲：Sebastian Berglund/KOUDAI IWATSUBO、編曲：鈴木Daichi秀行
8. My sweet heart My sweet love
作詞：EMI K. Lynn、作曲：Susumu Kawaguchi/Samuel Waermo/坂室賢一、編曲：坂室賢一
9. チクチクハート ～beating beating～
作詞：タナカヒロキ（LEGO BIG MORL）、作曲：MiNE/Atsushi Shimada/Fredrik Samsson、編曲：生田真心
10. 青い恋人
作詞・作曲：鈴木健太朗、編曲：sugarbeans
11. Hands up!
作詞：白井裕紀/新美香、作曲：SiZK/Stephen McNair、編曲：tasuku
12. カラクリだらけのテンダネス
作詞：EMI K. Lynn、作曲：原一博、編曲：船山基紀
  - 16thシングルの1曲目
13. ゼンゼンカンケイナイ
作詞：草川瞬、作曲：Susumu Kawaguchi/草川瞬/佐原康太、編曲：ha-j/佐原康太
14. Wonder Love
作詞：Kanata Okajima、作曲：Carlos Okabe/HOMEY/Francnote/TAK、編曲：ポチ
15. 君がいた夏に...
作詞：RYOJI、作曲：RYOJI/巴川貴裕、編曲：Integral Clover
16. いつまでもいつまでも
作詞：ケリー、作曲：Erik Lidbom/KOUDAI IWATSUBO、編曲：CHOKKAKU

### 特典CD
※通常盤のみ
1. Because of 愛 - 中島健人
作詞・作曲：中島健人、編曲：GRP
2. Keep On - マリウス葉
作詞：EMI K. Lynn、作曲：Simon Janlöv/Funk Uchino、編曲：Simon Janlöv
3. Cocoa - 菊池風磨
作詞：FUMA、作曲：TWUNE、編曲：ポチ
4. 風景画 - 佐藤勝利
作詞：佐藤勝利、作曲・編曲：藤野翔之、ストリングスアレンジ：田渕夏海

### DVD

#### 初回限定盤A
- 「La Sexy Woman」Music Clip
- Making of「La Sexy Woman」Music Clip & Jacket Shooting

#### 初回限定盤B
- Sexy Zone富士湖畔旅 ～Sexyサイクリングで新たな1PAGEを刻め!～